# 谢雷 (曼恩-卢瓦尔省)
谢雷（法語：Cherré，法語發音：[ʃɛʁe] ⓘ）是法国曼恩-卢瓦尔省的一个旧市镇，属于瑟格雷区。2015年12月15日，谢雷和相邻的其它6个市镇合并成为莱欧当茹（Les Hauts d'Anjou）。

## 地理
谢雷（47°42'38"N, 0°33'48"W）面积13.91 平方千米，位于法国卢瓦尔河地区大区曼恩-卢瓦尔省，该省份为法国西部内陆省份，大致对应安茹地区，北起顺时针与马耶讷省、萨尔特省、安德尔-卢瓦尔省、维埃纳省、德塞夫勒省、旺代省、大西洋卢瓦尔省和伊勒-维莱讷省接壤。
与谢雷接壤的市镇（或旧市镇、城区）包括：尚皮涅、萨尔特河畔新堡、孔蒂涅、瑞瓦尔代伊、马里涅、瑟德尔。

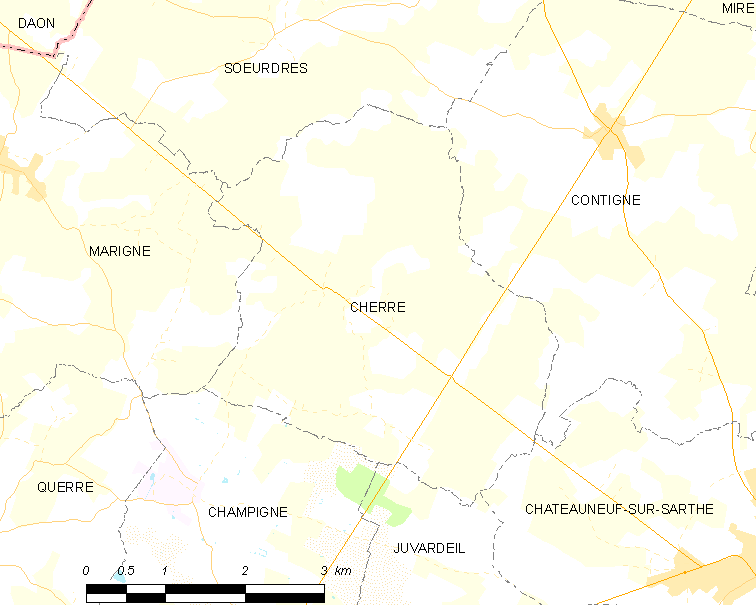
的OSM定位图

谢雷的时区为UTC+01:00、UTC+02:00（夏令时）。

## 行政
谢雷的邮政编码为49330，INSEE市镇编码为49096。

## 政治
谢雷所属的省级选区为蒂耶尔塞县。

## 人口

1962-2008年间人口变化图示

谢雷于2018年1月1日时的人口数量为563人。